# Madre (2019)
Madre is een Spaanse film uit 2019, geregisseerd door Rodrigo Sorogoyen. De film is gebaseerd op de voor een Oscar genomineerde gelijknamige korte film van dezelfde regisseur.

## Verhaal
Tien jaar geleden is het zesjarige zoontje van Elena verdwenen. Vlak voor zijn verdwijning heeft ze een gesprek met hem gehad aan de telefoon, waarin hij vertelde dat hij alleen op het strand was en zijn vader niet kon vinden. Tegenwoordig woont Elena op hetzelfde strand en runt ze een restaurant. Net wanneer ze haar leven weer heeft opgepakt, komt ze een Franse tiener tegen die haar sterk doet denken aan haar zoon.

## Rolverdeling
| Acteur            | Personage               |
| ----------------- | ----------------------- |
| Marta Nieto       | Elena / moeder          |
| Jules Porier      | Jean                    |
| Àlex Brendemühl   | Joseba / Elena's vriend |
| Anne Consigny     | Lea / Jean's moeder     |
| Frédéric Pierrot  | Gregory / Jean's vader  |
| Guillaume Arnault | Benoit                  |

## Ontvangst

### Recensies
Op Rotten Tomatoes geeft 92% van de 25 recensenten de film een positieve recensie, met een gemiddelde score van 7,4/10. Website Metacritic komt tot een score van 73/100, gebaseerd op 4 recensies, wat staat voor "generally favorable reviews" (over het algemeen gunstige recensies)
De Volkskrant gaf de film 4 uit 5 sterren, noemde Nieto's vertolking voortreffelijk en omschreef de film als een "meeslepend relaas over ouderschap, verlies en de troebele natuur van menselijke relaties". NRC was minder positief, gaf de film 2 uit 5 sterren en noemde het minimalisme van de film vlak en flets.

### Prijzen en nominaties
De film won 5 prijzen en werd voor 16 andere genomineerd. Een selectie:
| Jaar | Evenement                               | Categorie                          | Genomineerde                   | Resultaat   |
| ---- | --------------------------------------- | ---------------------------------- | ------------------------------ | ----------- |
| 2019 | Venetië (76ste editie)                  | Orrizonti-prijs voor beste film    | Madre                          | Genomineerd |
| 2019 | Venetië (76ste editie)                  | Orrizonti-prijs voor beste actrice | Marta Nieto                    | Gewonnen    |
| 2020 | Premios Goya (34ste uitreiking)         | Beste actrice                      | Marta Nieto                    | Genomineerd |
| 2020 | Premios Goya (34ste uitreiking)         | Beste bewerkt scenario             | Isabel Peña, Rodrigo Sorogoyen | Genomineerd |
| 2020 | Premios Goya (34ste uitreiking)         | Beste montage                      | Alberto del Campo              | Genomineerd |
| 2020 | Europese Filmprijzen (33ste uitreiking) | Beste actrice                      | Marta Nieto                    | Genomineerd |